# Iwolginsk
Iwolginsk (russisch Иволги́нск; burjatisch Эбилгэ, Ebilge) ist ein Dorf (selo) in der Republik Burjatien (Russland) mit 7382 Einwohnern (Stand 14. Oktober 2010).

## Geographie

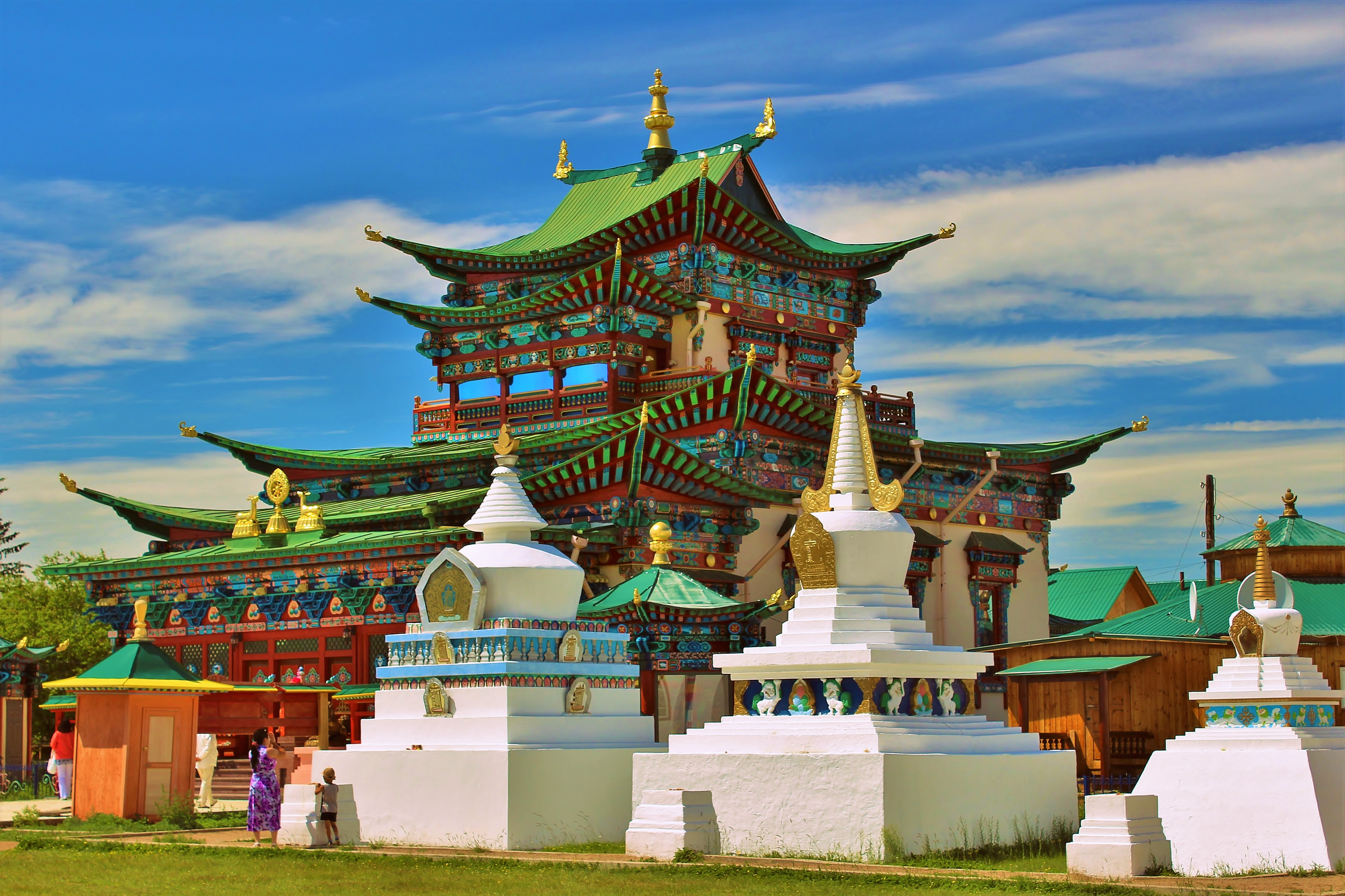
Tempel und Chörten im Iwolginski Dazan unweit von Iwolginsk

Der Ort liegt etwa 25 km Luftlinie südwestlich der Republikhauptstadt Ulan-Ude in einer Ebene südlich des Chamar-Daban-Gebirges, rechts des Flüsschens Iwolga, eines linken Zuflusses der Selenga, in die es 17 km östlich mündet.
Iwolginsk ist Verwaltungssitz des Rajons Iwolginski und Sitz der Landgemeinde Iwolginskoje selskoje posselenije, zu der neben Iwolginsk noch die Dörfer Kalenowo, Kljutschi, Kolobki, Krasnojarowo und Werchnjaja Iwolga sowie die Siedlungen Schaluta und Tapchar gehören. Am Rand des Gemeindeteils Werchnjaja Iwolga („Obere Iwolga“), 6 km westlich von Iwolginsk, befindet sich der Iwolginski Dazan, Zentrum des Buddhismus in Burjatien und eines der bedeutendsten buddhistischen Klöster Russlands.

## Geschichte
Das Dorf wurde im 18. Jahrhundert von aus dem Gebiet westlich des Baikalsees umgesiedelten Burjaten gegründet. 1939 wurde Iwolginsk Zentrum eines Aimaks (Rajons). 1960 wurde dieser aufgelöst, aber 1985 aus Teilen der umliegenden Rajons wiederhergestellt. Von 1973 bis 1991 besaß der Ort den Status einer Siedlung städtischen Typs.

### Bevölkerungsentwicklung
| Jahr | Einwohner |
| ---- | --------- |
| 1959 | 2207      |
| 1979 | 5296      |
| 1989 | 5980      |
| 2002 | 7241      |
| 2010 | 7382      |

Anmerkung: Volkszählungsdaten

## Verkehr
Iwolginsk liegt an der Fernstraße A340 (früher A165), die in Ulan-Ude von der M55 Irkutsk – Tschita abzweigt und die Selenga aufwärts über Gussinoosjorsk zur mongolischen Grenze bei Kjachta führt.